# Lalheue
Lalheue ist eine französische Gemeinde mit 350 Einwohnern (Stand 1. Januar 2022) im Département Saône-et-Loire in der Region Bourgogne-Franche-Comté (vor 2016 Bourgogne); sie gehört zum Arrondissement Chalon-sur-Saône und ist Teil des Kantons Tournus (bis 2015 Sennecey-le-Grand). Die Einwohner werden Leurats genannt.

## Geografie
Lalheue liegt etwa neunzehn Kilometer südsüdöstlich von Chalon-sur-Saône. An der östlichen Gemeindegrenze verläuft der Fluss Grison. Umgeben wird Lalheue von den Nachbargemeinden Saint-Ambreuil im Norden und Nordosten, Laives im Osten, Nanton im Süden und Südosten, La Chapelle-de-Bragny im Süden und Südwesten sowie Messey-sur-Grosne im Westen.

## Bevölkerungsentwicklung
| Jahr                      | 1962 | 1968 | 1975 | 1982 | 1990 | 1999 | 2006 | 2011 | 2016 |
| Einwohner                 | 293  | 240  | 268  | 303  | 261  | 300  | 349  | 377  | 407  |
| Quelle: Cassini und INSEE |      |      |      |      |      |      |      |      |      |

## Sehenswürdigkeiten

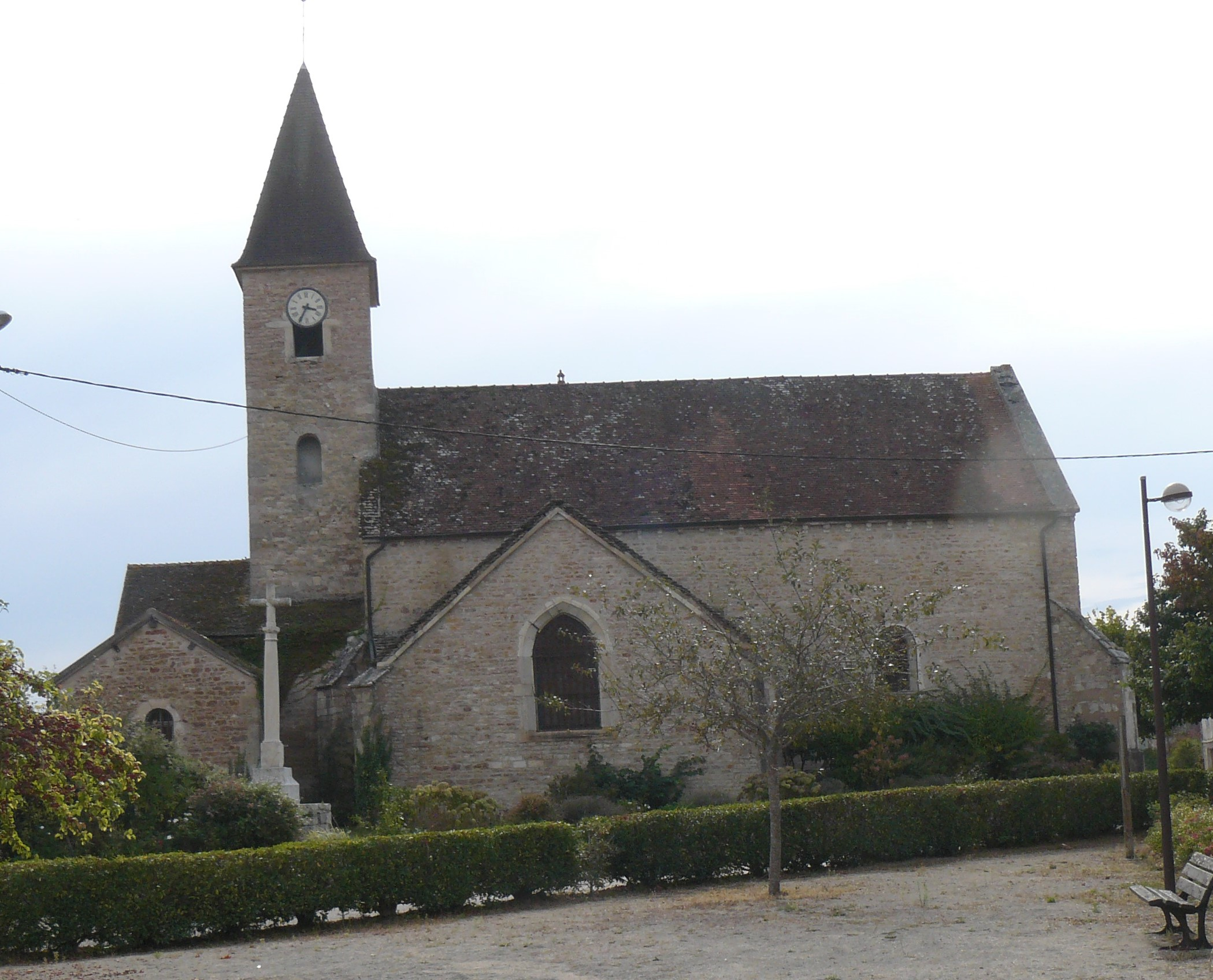
Kirche Sainte-Marie-Madeleine
- altes Pfarrhaus
- Mühle
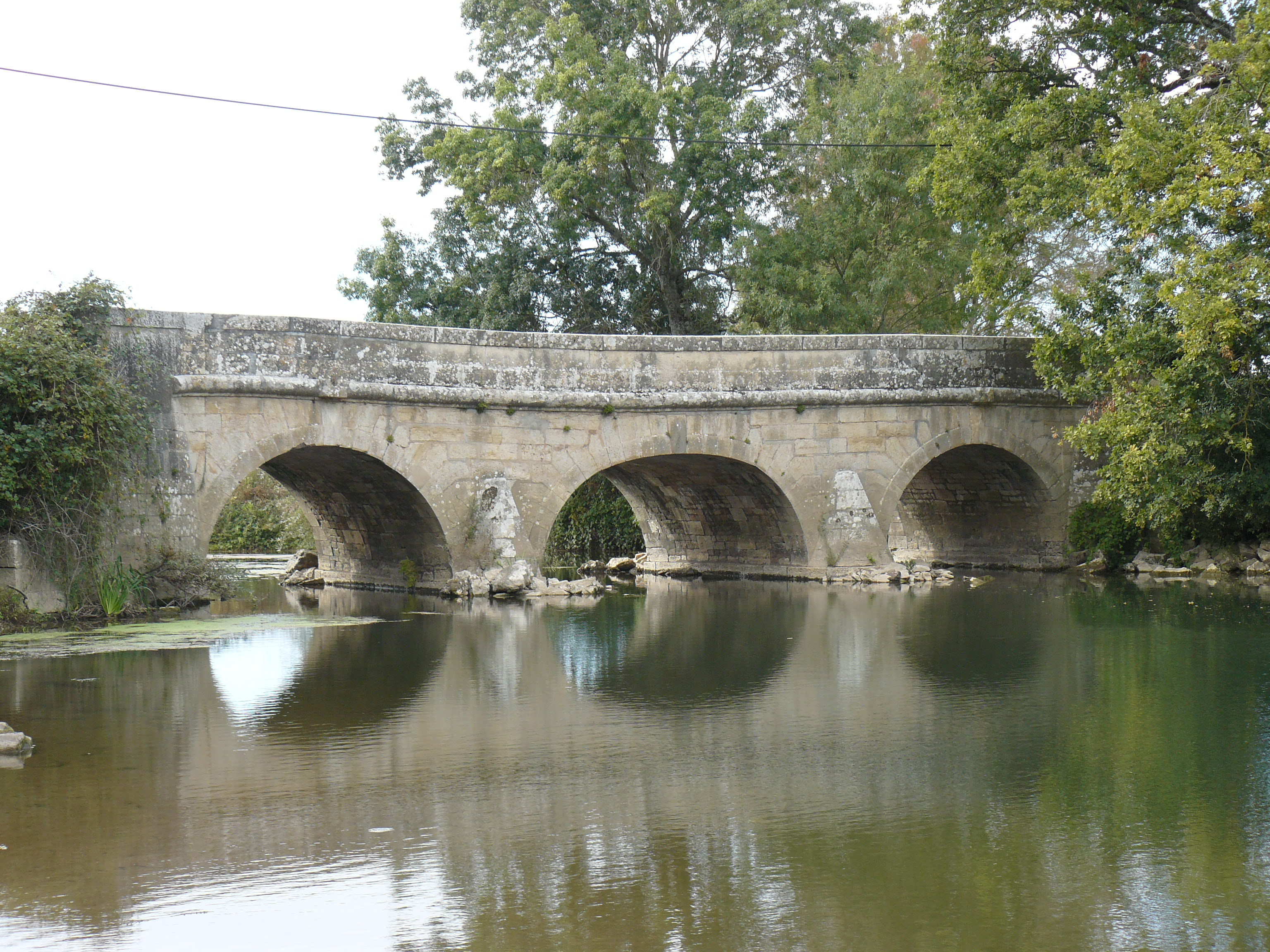
Brücke über den Grosne
- Turm

- Kirche Sainte-Marie-Madeleine
- Brücke über den Grosne